# Остання планета
«Остання планета» (англ. The Way of the Wind) — майбутній художній фільм режисера Терренса Маліка, заснований на євангельських притчах.

## Сюжет
Відомо, що в основу сюжету фільму лягли притчі з Нового завіту. В числі героїв «Останньої планети» Ісус Христос, апостол Петро і Сатана.

## В ролях
- Геза Реріг — Ісус Христос
- Марк Райленс — Сатана
- Маттіас Шонартс — святий Петро
- Філіп Ардітті — Осія
- Набіль Елуахабі — святий Стефан
- Ейдан Тернер — святий Андрій
- Кон О'Ніл — Енох
- Джозеф Моул — Саул
- Карел Роден — Мамон
- Алі Суліман — святий Клеопа
- Шаді Марі — Ашер
- Сельва Расалінгам — Єровоам I
- Макрам Хурі — Йона
- Лейла Хатамі — Марія Магдалина
- Бен Кінгслі
- Джозеф Файнс
- Дуглас Бут
- Матьє Кассовітц
- Франц Роговський

## Виробництво
Зйомки фільму розпочалися влітку 2019 року в місті Анціо в Центральній Італії. Частина сцен знята в заповіднику Тор Кальдара і на березі Тірренського моря.